# LXXX Corpo de Exército (Alemanha)
O LXXX Corpo de Exército (em alemão:LXXX. Armeekorps) foi um Corpo de Exército alemão que operou durante a Segunda Guerra Mundial.

## Comandantes
| Comandante                             | Data                                      |
| -------------------------------------- | ----------------------------------------- |
| General der Artillerie Curt Gallenkamp | 27 de maio de 1942 - 10 de agosto de 1944 |
| General der Infanterie Dr Franz Beyer  | 10 de agosto de 1944 - 8 de maio de 1945  |

## Área de operações
| França           | julho de 1942 - dezembro de 1944 |
| Frente Ocidental | janeiro de 1945 - maio de 1945   |